# Скиве
Скиве (дан. Skive) је значајан град у Данској, у северном делу државе. Град је у оквиру покрајине Средишње Данске, где са околним насељима чини једну од општина, Општину Скиве. Данас Скиве има око 21 хиљаду становника у граду и око 48 хиљада у ширем градском подручју.

## Природни услови
Скиве се налази у северном делу Данске. Од главног града Копенхагена, град је удаљен 360 километара северозападно.
Рељеф: Град Скиве се налази у северном делу данског полуострва Јиланд, на мањем полуострву Селинг. Градско подручје је равничарско. Надморска висина средишта града креће се од 0-25 метара.
Клима: Клима у Скивеу је умерено континентална са утицајем Атлантика и Голфске струје.
Воде: Скиве се образовао на јужној обали Лимског фјорда, унутрашњег залива Северног мора.

## Историја
Подручје Скивеа било је насељено још у доба праисторије. Насеље се први пут спомиње око 1200. г.
И поред петогодишње окупације Данске (1940-45.) од стране Трећег рајха Скиве и његово становништво нису много страдали.

## Становништво
Данас Скиве има око 21 хиљаду у градским границама и око 48 хиљада са околним насељима.
Етнички састав: Становништво Скивеа је до пре пар деценија било било готово искључиво етнички данско. И данас су етнички Данци значајна већина, али мали део становништва су скорашњи усељеници.

## Збирка слика
- Главна градска црква
- Градско читалиште
- Пошта у Скивеу
- Градска железничка станица